# Schapengrasuil
De schapengrasuil (Apamea furva) is een nachtvlinder uit de familie van de uilen, de Noctuidae. 
De wetenschappelijke naam furva (vuil, donker) verwijst naar de donkerbruine voorvleugel of naar de vuilbruine achterrand van de achtervleugel.

## Beschrijving
De soort is moeilijk te determineren. De voorvleugellengte bedraagt tussen de 16 en 19 millimeter. De grondkleur van de voorvleugels is bruin met lichtbruine vlekjes en wittige dwarslijnen. De achterrand van de niervlek is wit. De achtervleugel is wit met een vuilbruine achterrand.

## Levenscyclus
De schapengrasuil gebruikt diverse grassen als waardplanten, onder andere beemdgras, ruig schapengras en zinkschapengras. De rups is te vinden van september tot juni en overwintert. De rups verstopt zich over dag in de grond. De verpopping vindt niet in een cocon plaats.

## Voorkomen
De soort komt verspreid over het Palearctisch gebied voor. De habitat bestaat uit grasland en duinen.

### In Nederland en België
De schapengrasuil is in Nederland een zeldzame en in België een zeer zeldzame soort. In Nederland wordt de soort vooral in het oosten gezien (de Veluwe en Drenthe), in België vooral in de provincie Namen en in de Kempen. De vlinder kent één generatie die vliegt van juni tot en met september.